# Pilar Soto
Pilar Soto (Madrid, 23 de octubre de 1979) es una presentadora de televisión y actriz española. También ha trabajado como directora, guionista y coproductora de programas de televisión.

## Biografía
Comenzó su carrera en 1993, de la mano de Laura Valenzuela en Date un respiro, en (Telecinco), que pronto compagina trabajando como pianista, en Hablando Se Entiende La Basca, con Jesús Vázquez, y después copresenta La Ruleta de La Fortuna, también con Jesús Vázquez. Continúa en La Chistera como actriz-pianista y presenta su primer programa en solitario: La Tarde Es Joven.
Decide ampliar sus estudios y se marcha a Londres en 1996, donde comienza a trabajar como modelo para la agencia Crawfords y, a su vuelta, regresa a Telecinco incorporándose a la serie Al salir de clase en 1998, donde interpretó a Pamela.
A partir de ese momento fue adquiriendo fama y presentó Peque Prix en La 1; en 1998, copresentó Grand Prix con Ramón García; en 1999, y Mundo Musical en TVE Internacional.
Entre 1999 y 2001 colabora en Telepasión Española, y en los años 2000 y 2001 continuó su carrera al frente de la pantalla con el programa Mamma mía en Telemadrid, momento en que también presenta las Campanadas de fin de año.
Vuelve a La 1 y presenta In Franganti y galas como Te Vas a Enamorar protagonizando, además, portadas de varias publicaciones y siendo imagen de campañas publicitarias para marcas como Porsche.
Entre el año 2000 y 2003 compagina su trabajo de presentadora con el de actriz en la serie Paraíso de La 1, donde interpretó a Cristina, papel protagonista.
En 2003, participó como concursante en La isla de los famosos, pero fue expulsada por la audiencia la segunda semana. Tras su participación en este reality, se alejó de la pequeña pantalla debido a sus problemas de alimentación y se traslada a Estados Unidos y México. Comienza su proceso de conversión.
Sería en otoño de 2003 cuando haría sus primeras incursiones en el mundo del teatro, en la Casa de Galicia y el Círculo de Bellas Artes.
Además ha participado en dos películas: Menos es más (1998) y Bajo aguas tranquilas (2005).
En 2007, ya en España, comienza a trabajar en Popular TV hasta 2008, año en el que habla públicamente de su conversión y de cómo estuvo al borde de la muerte.
En el año 2009 ficha por Intereconomía donde, hasta 2013, trabaja como directora, guionista, y presentadora de La Partytura, Colócate, Click TV y Convidium y colabora y copresenta otros como No Me Lo Quero creer.
Durante la temporada 2015-2016 colabora en el programa Fin De Semana de COPE.
Regresa de nuevo a Mediaset, 18 años después, para concursar en el reality Sálvame Snow Week y así hacerse con una plaza de colaboradora en Sálvame, pero resulta eliminada.

## Obra escrita
- Soto, P. Conversión. 2017. Editorial Sekotia. ISBN 9788416921218.